# 392 Wilhelmina
392 Wilhelmina là một tiểu hành tinh lớn ở vành đai chính. Nó được Max Wolf phát hiện ngày 4.11.1894 ở Heidelberg, Đức, và được đặt theo tên nữ hoàng Wilhelmina của Hà Lan.